# Dorsal (gen)
El gen Dorsal está implicado en el desarrollo dorso-ventral de Drosophila melanogaster.
Este gen está englobado en el conjunto de genes de la línea germinal materna de D. melanogaster. 
El producto del gen es la proteína dorsal que actúa como factor de transcripción entrando en el núcleo. 
La expresión de este gen es necesaria para la formación de las estructuras ventrales en la mosquita de la fruta.